# Judicaël Cancoriet
Judicaël Cancoriet (Francia, 25 de abril de 1996) es un jugador profesional francés de rugby que se desempeña en la posición de ala cerrado en Stade Rochelais, equipo perteneciente a la liga Top 14.

## Carrera
Cancoriet es un jugador de formación francesa (JIFF). Comenzó su carrera deportiva con el equipo AAS Sarcelles Rugby, en el cual jugó seis temporadas (2005-2011), después pasó a Rugby Club Massy Essonne (2011-2015), luego a ASM Clermont Auvergne (2015-2023), posteriormente a Stade Rochelais, donde lleva jugando una temporada.